# オフィス ケン太
『オフィス ケン太』（オフィス ケンた）は、唐沢なをきによる日本の4コマ漫画作品。

## 概要
読売新聞の夕刊において2012年(平成24年)10月1日より連載開始。同紙夕刊での4コマ漫画の連載は、『サンワリ君』以来約8年3ヶ月ぶりである。また、同紙夕刊の4コマ漫画として初めてカラー版での連載となった。
とある企業で社員を癒やすために飼われることとなった犬と、その周囲の人物との間に起こるエピソードが描かれている。
4コマ目はほかの3コマよりも縦の比率が若干長い。
同じく夕刊に連載されている朝日新聞の『地球防衛家のヒトビト』同様統合版での連載はない。なお、毎日新聞の『ウチの場合は』は統合版にも連載されている。

## 登場人物
ケン太
「タロジロネットワーク」で飼われているオフィス犬(1歳)。人間の言葉を理解し、子供とは会話をすることができるが、大人にはただ吠えているようにしか聞こえない。こたつが大好きで、寒い時期はずっと入りたがる。お風呂が苦手だが、温泉は好き。
柴マキオ
「タロジロネットワーク」の社員で、コンパニオンアニマルマネジャー(ケン太の世話係)。妻と一人娘がおり、週末はケン太を家に連れて帰る。北海道出身。甘いものが好物。
ハチコ
マキオの娘。6歳の小学生。ケン太とすぐに打ち解けるが、ケン太はハチコを子ども扱いするために言い争いになる。シノと同じく貧乏性。いろいろなごっこ遊び（花祭りごっこ、スカスカのおせちごっこなど）をしては嫌がるケン太を無理やり巻き込んで遊んでいる。
柴シノ
マキオの妻。貧乏性でスーパーでは1円でも安い店を探し、時に様々な節約術を思いつくが、面倒くさがりの性格の方が勝っているために実行せずに終わることが多い。ベランダに大量のゴミを放置している。
取引先の社長
「タロジロネットワーク」の取引先の社長。コワモテだが犬好きで後にたくさんのオフィス犬を会社で飼い始める。ニューヨーク転勤により、やむなくオフィス犬のプリンスを手放す。
プリンス
正しい名前は「プリンスくん」（「くん」も名前の一部）。取引先の社長が飼っていたチワワのオフィス犬。社長に飼われていたセレブ犬ということもあり、セレブエピソードを話してケン太を威圧するが、実は自分もかなりの庶民派で、やることがかなり見栄っ張りでセコい。社長のニューヨーク転勤により、「タロジロネットワーク」のオフィス犬となり、マキオの家で暮らすようになった。姉もオフィス犬をしている。作者の漫画である「犬ガンダム」のガルマ犬ザビに似ている。単行本の描き下ろし漫画では、毎巻プリンスが主役になっている。鳴き声は「ひゃん」。
マドンナ
プリンスの姉。タロジロネットワークの社員が、ケン太のブログにマドンナとケン太のツーショットを載せ、「将来はお嫁さんにしたいワン」と勝手に書き込んだところ、激怒していた。鳴き声は「びゃん」。
ゴマ
ケン太とは別のオフィスで飼われているオフィス犬。人間のためになりたいと思って行動するも、なぜかその行動が裏目に出てしまい、社員たちから「バカ犬」扱いされている。メガネがトレードマーク。
テリ
行商をしている老犬。孫たちにメロメロ。よく荷車を引いていろんなものを売っている。
カジャ
掃除ロボットいらずのおそうじ犬。おそうじ犬なのに、なぜが大の風呂嫌い。
社長
「タロジロネットワーク」の社長。女性。ジャージを着ていることが多い。時折突拍子もないアイデアを出す。さまざまなお店のクーポン券を大量に持ち歩いている。趣味はB級ホラー映画鑑賞。シノとは友人。
課長
「タロジロネットワーク」の課長。男性。分厚い唇がトレードマーク。公開の2週間前から映画館に並ぶほどのスター・ウォーズマニア。タロジロネットワーク内で唯一の愛煙家。
オタク社員
「タロジロネットワーク」の男性社員。大のオタクで、長期休みは引きこもることがほとんど。太り気味でよくダイエットを始めようとしては失敗する。
キミエ
ハチコの担任の先生。初めは犬嫌いであったが、ハチコの家に泊まってケン太と接することで克服した。人参が嫌い。
泥亀商店街の連中
商店街の活性化のために色々なアイデアを思いつくが、微妙に空回りしている。
狸
神社に住み着いている。ときどき人間に化けている。ハクビシンにライバル意識を燃やす。
原
ドッグカフェ「犬犬犬」（いぬいぬいぬ）の店主でパティシエ。コワモテだが、親切な男。
ガンズ
原に飼れている犬。土佐犬なのでコワモテだが、ケン太と仲良しの親切な犬。
ドナドナ
ポスターのモデルをやっているモデル犬。幸せな暮らしをしているものの、見た目が悲しそうで、青白い顔をしているため、人から捨て犬とみられやすいのが悩み。縦長の顔がトレードマーク。
エルビス
紫色の体が特徴の太犬。メガネがトレードマーク。
コルピ
トイプードルの犬。コルピとプリンス、デイビーの三匹で「チビ犬連合」を結成（ほかにモルモット一匹も、どういうわけかチビ犬連合に加盟）。チビ犬連合で人間のために役に立とうと活動するも裏目に出てしまい、人間のためになる活動ができずにいる。
デイビー
マメシバの犬。チビ犬連合メンバー。
人呼んで深淵のケルベロス
中二病な犬。「人呼んで」の部分も名前の一部と主張している。飼い主は高齢の女性。